# Simone Padoin
Simone Padoin (né le 18 mars 1984 à Gemona del Friuli au Frioul-Vénétie Julienne) est un ancien footballeur italien, qui évoluait au poste de milieu de terrain. En juillet 2021 il intègre le staff technique de Massimiliano Allegri à la Juventus.
Padoin peut aussi bien évoluer à droite qu'à gauche ainsi qu'en arrière latéral, mais est le plus souvent utilisé dans le rôle de milieu central.

## Biographie

### Club
Natif de la petite ville de Gemona del Friuli, dans le nord du pays, il supporte depuis tout jeune de grand club de sa région natale, l'Udinese.
Il est mis en lumière à l'Atalanta, avec qui il remporte la Coppa Italia Primavera à l'été 2003, avant de rejoindre Vicence sans avoir pu s'imposer avec l'équipe première de Bergame.
À Vicence, il arrive au club avec son coéquipier Julien Rantier en échange d'Antonino Bernardini et Michele Marcolini.
Sa première expérience professionnelle a lieu en Serie B, jouant 23 matchs pour un but lors de sa première saison, avant d'ensuite être un des joueurs les plus utilisés lors de la saison suivante, placé par Maurizio Viscidi au rôle d'arrière gauche. Il alterne ensuite plusieurs postes, jouant beaucoup de matchs avec l'équipe vénitienne, attirant quelques grands clubs italiens.
À l'été 2007, il retourne à l'Atalanta, son club formateur, en copropriété. Le 5 janvier 2008, à la suite de bonnes prestations, il est acquis totalement par les Lombards. Le 16 mars, il inscrit son premier but en Serie A (un doublé) lors d'une victoire 4-1 contre l'Empoli FC. Lors de la saison suivante, il devient titulaire indiscutable, inscrivant quelques buts importants. Il resigne ensuite à la fin de sa saison un renouvellement de son contrat avec l'Atalanta jusqu'au 30 juin 2013.
En 2009-2010, Padoin devient l'un des joueurs les plus utilisés par les Nerazzurri, lors d'une saison où il inscrit deux buts, un contre la Lazio et un contre Livourne, mais son club finit par descendre en Serie B.
Après la fin de cette saison, il participe à une tournée amicale aux États-Unis avec la Juventus, mais finit par rester au club. Le 14 août, il inscrit un but en Coppa Italia contre Foligno, puis remporte à la fin de la saison le titre de champion d'Italie de Serie B.
Le 31 janvier 2012, il signe un contrat de cinq ans avec le club de la Juventus lors d'un transfert évalué à 4,5 millions d'euros (+ 500 000 € en option si le club est champion). Il se fait très vite un nom au sein du club et parmi les supporters, il est considéré comme un emblème du club à la l'heure actuelle.

### Sélection
Il joue son premier match sous la tunique azzurra avec les moins de 19 ans le 2 septembre 2002 lors d'un match contre la Turquie.
Avec la sélection moins de 19 ans, il joue en tout neuf matchs, remportant notamment le Championnat d'Europe des moins de 19 ans au Liechtenstein.
L'aventure en azzurro continue ensuite avec les moins de 20 ans où il dispute six rencontres et inscrit un but.
Il fait ses débuts avec l'équipe espoirs le 15 août 2006 et participe également au Championnat d'Europe espoirs 2007.

## Palmarès et statistiques

### Palmarès

#### Palmarès en club
| Atalanta - Coppa Italia Primavera (1) : - Vainqueur : 2002-03 (Compétition de jeunes). - Serie B (1) : - Champion : 2010-11. |  | Juventus - Serie A (5) : - Champion : 2011-2012, 2012-2013, 2013-2014, 2014-2015 et 2015-2016. - Coupe d'Italie (1) : - Vainqueur : 2014-2015. - Finaliste : 2011-2012. - Supercoupe d'Italie (3) : - Vainqueur : 2012, 2013, 2015. - Finaliste : 2014 - Ligue des champions : - Finaliste : 2015 |

#### Palmarès en sélection
Italie -19 ans
- Euro -19 ans (1) :
  - Vainqueur : 2003.

### Statistiques en club
Stats au 16 février 2014.
| Saison         | Club           | Championnat    | Championnat | Championnat | Coupe nationale | Coupe nationale | Coupe nationale | Coupe continentales | Coupe continentales | Coupe continentales | Autres compét. | Autres compét. | Autres compét. | Total  | Total |
| Saison         | Club           | Comp.          | Matchs      | Buts        | Comp.           | Matchs          | Buts            | Comp.               | Matchs              | Buts                | Comp.          | Matchs         | Buts           | Matchs | Buts  |
| -------------- | -------------- | -------------- | ----------- | ----------- | --------------- | --------------- | --------------- | ------------------- | ------------------- | ------------------- | -------------- | -------------- | -------------- | ------ | ----- |
| 2003-2004      | Vicence        | B              | 23          | 1           | CI              | 1               | 0               | -                   | -                   | -                   | -              | -              | -              | 24     | 1     |
| 2004-2005      | Vicence        | B              | 31          | 0           | CI              | 3               | 0               | -                   | -                   | -                   | -              | -              | -              | 34     | 0     |
| 2005-2006      | Vicence        | B              | 35          | 1           | CI              | 0               | 0               | -                   | -                   | -                   | -              | -              | -              | 35     | 1     |
| 2006-2007      | Vicence        | B              | 37          | 4           | CI              | 1               | 0               | -                   | -                   | -                   | -              | -              | -              | 38     | 4     |
| Total Vicence  | Total Vicence  | Total Vicence  | 126         | 6           |                 | 5               | 0               |                     | -                   | -                   |                | -              | -              | 131    | 6     |
| 2007-2008      | Atalanta       | A              | 31          | 3           | CI              | 1               | 1               | -                   | -                   | -                   | -              | -              | -              | 32     | 4     |
| 2008-2009      | Atalanta       | A              | 36          | 3           | CI              | 1               | 0               | -                   | -                   | -                   | -              | -              | -              | 37     | 3     |
| 2009-2010      | Atalanta       | A              | 36          | 2           | CI              | 1               | 0               | -                   | -                   | -                   | -              | -              | -              | 37     | 2     |
| 2010-2011      | Atalanta       | B              | 34          | 2           | CI              | 1               | 1               | -                   | -                   | -                   | -              | -              | -              | 35     | 3     |
| 2011-2012      | Atalanta       | A              | 19          | 0           | CI              | 1               | 0               | -                   | -                   | -                   | -              | -              | -              | 20     | 0     |
| Total Atalanta | Total Atalanta | Total Atalanta | 156         | 10          |                 | 5               | 2               |                     | -                   | -                   |                | -              | -              | 161    | 12    |
| 2012           | Juventus       | A              | 6           | 1           | CI              | 1               | 0               | -                   | -                   | -                   | -              | -              | -              | 2      | 1     |
| 2012-2013      | Juventus       | A              | 20          | 0           | CI              | 2               | 0               | CL                  | 3                   | 0                   | SI             | 1              | 0              | 26     | 0     |
| 2013-2014      | Juventus       | A              | 13          | 0           | CI              | 1               | 0               | CL                  | 1                   | 0                   | SI             | 0              | 0              | 15     | 0     |
| Total Juventus | Total Juventus | Total Juventus | 39          | 1           |                 | 4               | 0               |                     | 4                   | 0                   |                | 1              | 0              | 48     | 1     |
| Total carrière | Total carrière | Total carrière | 320         | 17          |                 | 14              | 2               |                     | 4                   | 0                   |                | 1              | 0              | 339    | 19    |